# Bezvěrov
Bezvěrov är en ort i Tjeckien.   Den ligger i regionen Plzeň, i den västra delen av landet, 100 km väster om huvudstaden Prag. Bezvěrov ligger 690 meter över havet och antalet invånare är 659.
Terrängen runt Bezvěrov är platt norrut, men söderut är den kuperad. Bezvěrov ligger uppe på en höjd. Runt Bezvěrov är det glesbefolkat, med 11 invånare per kvadratkilometer. Närmaste större samhälle är Toužim, 9,0 km nordväst om Bezvěrov. Omgivningarna runt Bezvěrov är en mosaik av jordbruksmark och naturlig växtlighet.